# Sent Silvestre (Òlt i Garona)
Sant Silvestre d'Òlt (en francès Saint-Sylvestre-sur-Lot) és un municipi francès situat al departament d'Òlt i Garona i a la regió de la Nova Aquitània.

## Demografia
| 1962                                       | 1968  | 1975  | 1982  | 1990  | 1999  | 2007  |
| ------------------------------------------ | ----- | ----- | ----- | ----- | ----- | ----- |
| 1.215                                      | 1.385 | 1.699 | 1.879 | 2.040 | 2.060 | 2.200 |
| Des de 1962: població sense dobles comptes |       |       |       |       |       |       |

## Administració
| Període | Identitat            | Partit |
| ------- | -------------------- | ------ |
| 2001-   | Jean-Pierre Lorenzon | PS     |

## Agermanaments
- Lièpvre